# Budîșce, Korop
Budîșce (în ucraineană Будище) este o comună în raionul Korop, regiunea Cernihiv, Ucraina, formată numai din satul de reședință.

## Demografie
Componența lingvistică a comunei Budîșce
     Ucraineană (98,94%)
     Alte limbi (0,8%)
Conform recensământului din 2001, majoritatea populației comunei Budîșce era vorbitoare de ucraineană (98,94%), existând în minoritate și vorbitori de alte limbi.